# 植物分类学
植物分類學是一門研究如何描述、鑑定、命名及分類植物的科學，且可能是植物學最古老的一個分支。其研究的對象為分類單元 (taxa)。
植物分類學與植物系統學密切相關，兩者之間沒有明顯的界線。在實踐中，"植物系統學"涉及植物與其演化之間的關係，特別是在較高層次上，而"植物分類學"則涉及植物標本的實際處理。然而，分類學和系統學之間的確切關係隨著所採用的目標和方法而改變。
植物分類學以其混亂而聞名，並且傳統上對類群的範圍和分類單元位置沒有任何密切的一致性。請參閱植物分類系統列表。

## 历史
植物分类学是一门历史悠久的学科，古希腊哲学家、科学家亚里士多德将植物分为乔木、灌木和草本三大类，他的学生、植物学鼻祖泰奧弗拉斯托斯在《植物誌》和《植物本原》两部著作中记载了500多种植物，在这些著作中，他按照生殖方式、生境、植株大小、食用、药用价值等对植物进行分类。在古代中国，嵇含的《南方草木状》、李时珍的《本草纲目》、吴其濬的《植物名实图考》等著作，也是根据生境、生活型、生态型、生活生产用途等特征进行分类。由于这些著作中的分类系统反映的都是人们对植物的认识和使用，而非不同植物之间的亲缘关系，因此它们都是典型的人为分类系统。
人为分类学的巅峰人物是现代生物分类体系的鼻祖卡尔·冯·林奈，他在《植物种志》中，在Caesalpino、Bauhin、John Ray等前人成果的基础上，提出了以双名法及阶元体系为核心的林奈氏分类法，并为他当时所知的物种提出了双名法形式的学名。林奈提出了“性系统”，依据花器官的数量等特征为植物分门别类，将植物分为了单雄蕊纲、双雄蕊纲等。:234
1858年，查尔斯·达尔文和阿尔弗雷德·拉塞尔·华莱士提出了生物的演化論，在此影响下，新的观念被引入了分类学界，也即，生物的分类系统应当反映出类群间的亲缘关系和系统发生过程，这一阶段分类学的主流思想是进化分类学，相比于林奈时代“上帝创造，林奈整理”的神创论和物种不变论的思想，有了较大的进步。相对于古代和林奈时代的人为的分类学，我们将进化分类学称为“自然”的分类学，但是这一阶段主要的证据来自于表型，证据少、主观性强、依赖于分类学家个人的经验和权威、并难以排除趋同演化的影响；而且进化分类学派承认并系群的合理性，而并系群并不是真正的自然类群，这些都使得进化分类学并不是真正自然的分类学。
德国昆虫学家维利·亨尼希于1965年提出了亲缘分支分类学，也称支序分类学，他主张，只有单系群才是自然类群，才是合理的分类群，任何一个分类群都应该包含其最后共同祖先的全部后代，在实际操作上，应当根据祖征和衍征，按照简约化的方式确定亲缘关系，并依此进行分类。
随着分子生物学的产生与发展和测序技术的成熟，分子生物学序列逐渐取代了形态学数据成为了系统树主要的数据来源，由于分子生物学数据信息量大，主要的构建算法（邻接矩阵法、贝叶斯法、最大简约法、最大似然法等）计算量庞大，人力难以准确完成，因此现今一般使用计算机软件进行计算。

## 與植物系統學的關係
植物分類學和植物系統學之間有著密切的關聯，自1980年代之後，更多更廣的涵蓋範圍，使許多學者傾向使用植物系統學這個名稱，或認為分類學是包含在系統學之中。實務上，「植物系統學」比植物分類學特別注意到這些分類群之演化與不同分類群之間的關係。

## 描述
描述即是「指定分類群之特徵 (character)」。例如，玉山石竹花瓣的顏色為粉紅色或白色，花瓣顏色為其特徵，而"白色"、"粉紅色"為同一特徵不同的形式，稱為特徵狀態 (character state)，简称状态。在植物系統學中有大量的術語藉以描述出特徵及特徵狀態，這些術語可能是形態上的也可能有其他資料 (如染色體數目、傳粉機制等)。這些特徵的以及特徵狀態的術語，最主要的功能是作為能簡煉地表達之工具，表達不論是分類群、個體、或個體的某部位，使學者能利用這些術語作有效的溝通。

## 鑑定和分類
植物分類學的兩個目的是對植物的鑑定以及分類。這兩個目的之間的區別是很重要的，但經常會被忽略。
植物鑑定是指透過與之前收集的標本或經由書本或鑑別手冊的幫助來分辨，好以界定出未知的植物來。此一界定的過程會將標本和一發表的名稱相關連。植物標本一旦經過界定便可以知道其名稱和性質。
植物分類則是將已知植物放入類群或範疇之間以顯示其中的一些關係。生物分類法遵循一套規則，將植物標準化地放入一層層的分類之中。舉例，鐵砲百合屬於的科属即被分類如下：
- 界：植物界
- 門：被子植物門
- 綱：單子葉植物綱
- 目：百合目
- 科：百合科
- 屬：百合屬

植物的分類法導致了一個對未來物種的命名及分類的制度性系統，且概念上反應了植物之間關係的科學概念。

## 分類系統
参见植物分类系统列表:
- 被子植物APG分类法（被子植物种系发生学组, 縮寫APG，Angiosperm Phylogeny Group）
  - 被子植物APG II分类法 (修订版)
  - 被子植物APG III分类法
  - 被子植物APG IV分類法
- 克朗奎斯特分类法（開花植物的分類學分類）

## 参看
- 國際植物命名法規
- 植物標本館
- 植物系統學史
- 植物分类表
- 植物学名
- 自然环境
- 环境保护